# نیس (تروندلاگ)
نیس (به نروژی: Nes) یک منطقهٔ مسکونی در نروژ است که در Bjugn واقع شده‌است. نیس ۱۴ متر بالاتر از سطح دریا واقع شده‌است.